# Карутапера
Карутапера (порт. Carutapera) — муниципалитет в Бразилии, входит в штат Мараньян. Составная часть мезорегиона Запад штата Мараньян. Входит в экономико-статистический микрорегион Гурупи. Население составляет 22 006 человек на 2010 год. Занимает площадь 1232,080 км². Плотность населения — 17,86 чел./км².

## Демография
Согласно сведениям, собранным в ходе переписи 2010 г. Национальным институтом географии и статистики (IBGE), население муниципалитета составляет:
| Полное население                               | Полное население                               | Полное население                               | Полное население                               | 22 006 |
| ---------------------------------------------- | ---------------------------------------------- | ---------------------------------------------- | ---------------------------------------------- | ------ |
| в том числе:                                   | Городское население                            | 16 224                                         | Процент городского населения, %                | 73,73  |
|                                                | Сельское население                             | 5782                                           | Процент сельского населения, %                 | 26,27  |
|                                                | Мужское население                              | 11 338                                         | Процент мужского населения, %                  | 51,52  |
|                                                | Женское население                              | 10 668                                         | Процент женского населения, %                  | 48,48  |
| Плотность населения, чел/км²                   | Плотность населения, чел/км²                   | Плотность населения, чел/км²                   | Плотность населения, чел/км²                   | 17,86  |
| Население муниципалитета в % к населению штата | Население муниципалитета в % к населению штата | Население муниципалитета в % к населению штата | Население муниципалитета в % к населению штата | 0,33   |

По данным оценки 2016 года, население муниципалитета составляет 23 219 жителей.

## История
Город основан 3 июня 1935 года.

## Важнейшие населенные пункты
| № | Населённый пункт | Населённый пункт (порт.) | Категория | Население чел. (2010) | На карте                       |
| - | ---------------- | ------------------------ | --------- | --------------------- | ------------------------------ |
| 1 | Карутапера       | Carutapera               | город     | 16 224                | 1°12′17″ ю. ш. 46°01′13″ з. д. |
| 2 | Ливраменту       | Livramento               | поселок   | 1261                  | 1°18′38″ ю. ш. 45°56′43″ з. д. |
| 3 | Сан-Лоренсу      | São Lourenço             | поселок   | 943                   | 1°22′30″ ю. ш. 46°06′56″ з. д. |
| 4 | Форкилья         | Forquilha                | поселок   | 352                   | 1°16′11″ ю. ш. 46°01′53″ з. д. |
| 5 | Эстива           | Estiva                   | поселок   | 207                   | 1°17′56″ ю. ш. 45°58′42″ з. д. |
| 6 | Прая_Велья       | Praia Velha              | поселок   | 148                   | 1°06′03″ ю. ш. 45°53′34″ з. д. |
| 7 | Манаус-да-Бейра  | Manaus da Beira          | поселок   | н/д                   | 1°30′39″ ю. ш. 46°08′48″ з. д. |
| 8 | Канада           | Canadá                   | поселок   | н/д                   | 1°14′09″ ю. ш. 45°57′06″ з. д. |
| 9 | Кажу             | Caju                     | поселок   | н/д                   | 1°24′04″ ю. ш. 46°02′03″ з. д. |

## Статистика
- Валовой внутренний продукт на 2003 год составляет 22 338 652,00 реалов (данные: Бразильский институт географии и статистики).
- Валовой внутренний продукт на душу населения на 2003 год составляет 1132,73 реала (данные: Бразильский институт географии и статистики).
- Индекс развития человеческого потенциала на 2000 год составляет 0,571 (данные: Программа развития ООН).